# Sascha Kotysch
Sascha Kotysch (* 2. Oktober 1988 in Kirchheimbolanden) ist ein ehemaliger deutscher Fußballspieler, der hauptsächlich als Innenverteidiger und zu Beginn seiner Karriere auch auf der rechten Abwehrseite und im defensiven Mittelfeld eingesetzt wurde.

## Karriere

### Verein
2000 wechselte Kotysch vom SV Gauersheim in die Jugend des 1. FC Kaiserslautern. Zur Saison 2006/07 rückte er in die zweite Mannschaft des 1. FCK auf und kam auch bald zu Einsätzen in der Profimannschaft. Ende April 2009 zog er sich im Training einen Wadenbeinbruch zu und verletzte sich nach seinem Comeback in der zweiten Mannschaft im September 2009 erneut am Wadenbein, woraufhin eine Operation durchgeführt wurde. Ab Februar 2010 konnte er wieder spielen und kam noch zu einigen Einsätzen für die zweite Mannschaft. Kotysch absolvierte insgesamt 43 Spiele in der 2. Bundesliga, in denen ihm kein Tor gelang. Im Mai 2010 lehnte Kotysch ein Angebot des 1. FC Kaiserslautern auf Vertragsverlängerung ab.
Am 3. September 2010 wurde er vom belgischen Erstligaverein VV St. Truiden verpflichtet. Er unterschrieb zunächst einen Zweijahresvertrag mit Option auf ein weiteres Jahr. 2012 stieg er mit seinem Verein ab, der Wiederaufstieg gelang 2015. Aufgrund einer Verletzung musste Kotysch von Februar bis Dezember 2015 pausieren. Danach war er bis 2018 wieder zumeist Stammspieler. Nachdem er in der Hinrunde der Saison 2018/19 nur zu einem Einsatz gekommen war, wechselte er im Januar 2019 zum Zweitligisten Oud-Heverlee Leuven, mit dem er im Sommer 2020 in die erste Liga aufstieg. Im Sommer 2021 beendete er seine aktive Karriere.

### Nationalmannschaft
Kotysch spielte für die deutsche U-19- und U-20-Nationalmannschaft.

### Trainer
Seit 2021 ist Kotysch Trainer in der Jugendabteilung seines ehemaligen Vereins Oud-Heverlee Leuven.